# Denis Roux
Denis Roux (Montreuil, 5 de novembre de 1961) va ser un ciclista francès, que fou professional entre 1984 i 1992. Durant la seva carrera destaca la victòria en una etapa de la Volta a Espanya.
Durant la seva carrera fou company d'equip de ciclistes del nivell de Laurent Fignon, Pascal Simon, Jean-François Bernard, Tony Rominger i Laurent Jalabert.
En retirar-se va continuar vinculat al ciclisme com entrenador de la Federació Canadenca de Ciclisme entre 1993 i 1996 i com a director esportiu de l'equip Crédit Agricole.

## Palmarès
- 1982
  - 1r a la Fletxa d'or (amb Alain Renaud)
- 1983
  - 1r al Tour de Valclusa
  - Vencedor d'una etapa del Tour del Porvenir
- 1985
  - 1r al Circuit del Sud-est
- 1986
  - Vencedor d'una etapa del Tour del Porvenir
- 1988
  - 1r al Premi de Castillon-la-Bataille
- 1989
  - Vencedor d'una etapa del Tour del Porvenir
- 1990
  - 1r al Premi de Château-Chinon
  - Vencedor d'una etapa de la Volta a Espanya
- 1992
  - Vencedor d'una etapa del Mazda Tour

### Resultats al Tour de França
- 1985. 56è de la classificació general
- 1987. 20è de la classificació general
- 1988. 10è de la classificació general
- 1989. Abandona (a etapa)
- 1990. 77è de la classificació general
- 1991. 16è de la classificació general

### Resultats a la Volta a Espanya
- 1990. 10è de la classificació general. Vencedor d'una etapa